# Lårmusklen
Quadriceps femoris (Latin for "firehovedet muskel på femur"), også kaldet quadriceps, quadriceps extensor eller quads, er en stor muskelgruppe der indeholder de fire muskler på forsiden af låret. Det er den store ekstensormuskel på knæet, hvor den danner en stor kødfyldt masse der dækker forsiden og siderne på lårbenet.

## Struktur
Den er underopdelt i fire separate portioner eller 'hoveder', der har fået hvert sit navn:
- Rectus femoris er på midten af låret, og dækker det meste af de tre andre muskler. Det fæster på ilium. Navnet stammer fra dens lige bane.
- De andre tre ligger dybere end rectus femoris og fæster på lårbensknoglen, som de dækker fra trochanter til kondylerne:
  - Vastus lateralis er på den laterale side af femur (på ydersiden af låret).
  - Vastus medialis er på den mediale side af femur (på indersiden af låret).
  - Vastus intermedius ligger mellem vastus lateralis og vastus medialis på den frontale side af femur (på forsiden af låret), men dybere end rectus femoris. Den kan typisk ikke ses med mindre man dissekerer rectus femoris.

Alle fire dele af quadriceps musklen fæster til tuberositas tibiae på tibia. Dette sker via patella, hvor quadriceps-senen bliver til patella-ligamentet, der fæster på tibia.
Der er en femte muskel i quadriceps-komplekset, der ofte glemmes, og sjældent læres om, der hedder articularis genus.

### Innervation
Femorale nerve (L2, L3, L4).

## Funktion
Alle fire quadriceps er kraftfulde ekstensorer for knæledet. De er livsnødvendige i forhold til at gå, løbe, hoppe og at gå ned i hug. Fordi rectus femoris hæfter på ilium, er det også en fleksor for hoften. Denne bevægelse er også vigtigt i gang og løb, da den svinger benet fremad i et skridt. Quadriceps, specifikt vastus medialis, spiller en vigtig rolle i at stabilisere patella og knæledet i gangcyklus.

## Samfund og kultur

### Træning
I styrketræning bliver quadriceps trænet ved forskellige benøvelser. Effektive øvelser inkluderer squat og benpress. En isoleret øvelser, der kun rammer quadriceps er benekstension.

## Yderligere billeder
- Knædiagram
- Kapsel af højre knæled. Laterale aspekt.
- Tværsnit af midten af låret.
- Anteriore aspekt af højre ben.
- Frontale og mediale aspekt af højre lår.
- Laterale aspekt af højre ben.
- Benekstension er en isoleret øvelse.
- Quadriceps muskel
- Quadriceps muskel